# 1 µm 공정
1 µm(마이크로미터) 공정은 회로선 폭이 1 µm인 반도체를 다루는 공정 기술 수준이다. 1985년 경 인텔, IBM과 같은 반도체 회사가 달성하였다.

## 1.0 마이크로미터 제조 공정을 적용한 제품
- 1985년 출시된 인텔 80386 CPU는 이 공정으로 만들어졌다.